# Xã One Road, Quận Roberts, South Dakota
Xã One Road (tiếng Anh: One Road Township) là một xã thuộc quận Roberts, tiểu bang Nam Dakota, Hoa Kỳ. Năm 2010, dân số của xã này là 63 người.